# 試算
試算（英語：Trial balance）為會計程序中其中的一個流程，它簡單的定義就是在檢查日記簿的所有交易分錄的借方、貸方金額是否有錯誤的情形。但是在做試算檢查時，應每筆交易分錄紀錄後即做此一動作，否則時間經過太長要檢查出錯誤就要花較久的時間了。

## 試算簡介
試算在會計處理流程中通常為第三個流程，若有傳票制度則為第四個，而試算也是在平時會計處理程序中最後一個流程。試算的相關介紹：
1. 可以檢查出的錯誤：
  1. 借方、貸方方向的錯誤
  2. 金額的錯誤
  3. 金額應記而漏記的錯誤
  4. 借方、貸方某邊有重複過帳的錯誤
  5. 金額計算的錯誤
2. 檢查的方法：
  1. 順查法(指重複以相同方式再次檢查是否有誤)
  2. 逆查法(指重複檢查，但是順序顛倒為試算→過帳→分錄)
3. 錯誤更正法：
  1. 註銷
  2. 分錄
  3. 塗抹(實務上不會採用此方式，因為這樣有偽造試算表的可能)
4. 試算使用的試算表種類：
  1. 餘額式(一般公認會計原則使用方式，故企業通常使用此方式)
  2. 總額式
  3. 總額餘額式

- 平時會計處理程序：分錄→過帳→試算

## 試算的功用
試算是為確保在處理會計分錄時有誤，所需的一項檢查，以便於之後做調整分錄可以較少，所以試算、調整這二個會計處理中的重要流程。

## 外部連結
- 職業學校─會計學：因應國際會計準則(IFRSs)差異對照表簡報
- 會計丙級檢定術科測驗考生常犯錯誤 （页面存档备份，存于）